# Praomys degraaffi
Praomys degraaffi es una especie de roedor de la familia Muridae.

## Distribución geográfica
Se encuentra en Burundi, Ruanda, y Uganda.

## Hábitat
Su hábitat natural son: montañas subtropicales o tropicales.

## Estado de conservación
Se encuentra amenazada de extinción por la pérdida de su hábitat natural.